# آنتونیو کیسکی
آنتونیو کیسکی (انگلیسی: Antonín Kinský؛ زادهٔ ۳۱ مهٔ ۱۹۷۵) یک بازیکن فوتبال اهل جمهوری چک است.
وی همچنین در تیم ملی فوتبال جمهوری چک بازی کرده‌است.